# 1989-es Australian Open
Az 1989-es Australian Open az év első Grand Slam-tornája, az Australian Open 77. kiadása volt. január 16. és január 29. között rendezték meg Melbourne-ben. A férfiaknál a cseh Ivan Lendl, nőknél a német Steffi Graf nyert.

## Döntők

### Férfi egyes
Ivan Lendl -  Miloslav Mečíř , 6-2, 6-2, 6-2

### Női egyes
Steffi Graf -  Helena Suková, 6-4, 6-4

### Férfi páros
Rick Leach /  Jim Pugh -  Darren Cahill /  Mark Kratzmann 6-4, 6-4, 6-4

### Női páros
Martina Navratilova /  Pam Shriver -  Patty Fendick /  Jill Hetherington 3-6, 6-3, 6-2

### Vegyes páros
Jana Novotná /  Jim Pugh -  Zina Garrison /  Sherwood Stewart 6-3, 6-4

## Juniorok

### Fiú egyéni
Nicklas Kulti –  Todd Woodbridge 6–2, 6–0

### Lány egyéni
Kimberly Kessaris –  Andrea Farley 6–1, 6–2

### Fiú páros
Johan Anderson /  Todd Woodbridge –  Andrew Kratzmann /  Jamie Morgan 6–4, 6–2

### Lány páros
Andrea Strnadová /  Eva Švíglerová –  Nicole Pratt /  Angie Woolcock 6–2, 6–0